# Sorbus heilingensis
Sorbus heilingensis är en rosväxtart som beskrevs av Duell. Sorbus heilingensis ingår i släktet oxlar, och familjen rosväxter. IUCN kategoriserar arten globalt som sårbar. Inga underarter finns listade i Catalogue of Life.